# Benjamin Gischard
Benjamin Gischard (* 17. November 1995 in Zürich) ist ein Schweizer Kunstturner. Er nahm an den Olympischen Sommerspielen 2016 und 2020 teil. Bei den Turn-Europameisterschaften 2021 gewann er die Silbermedaille im Bodenturnen.

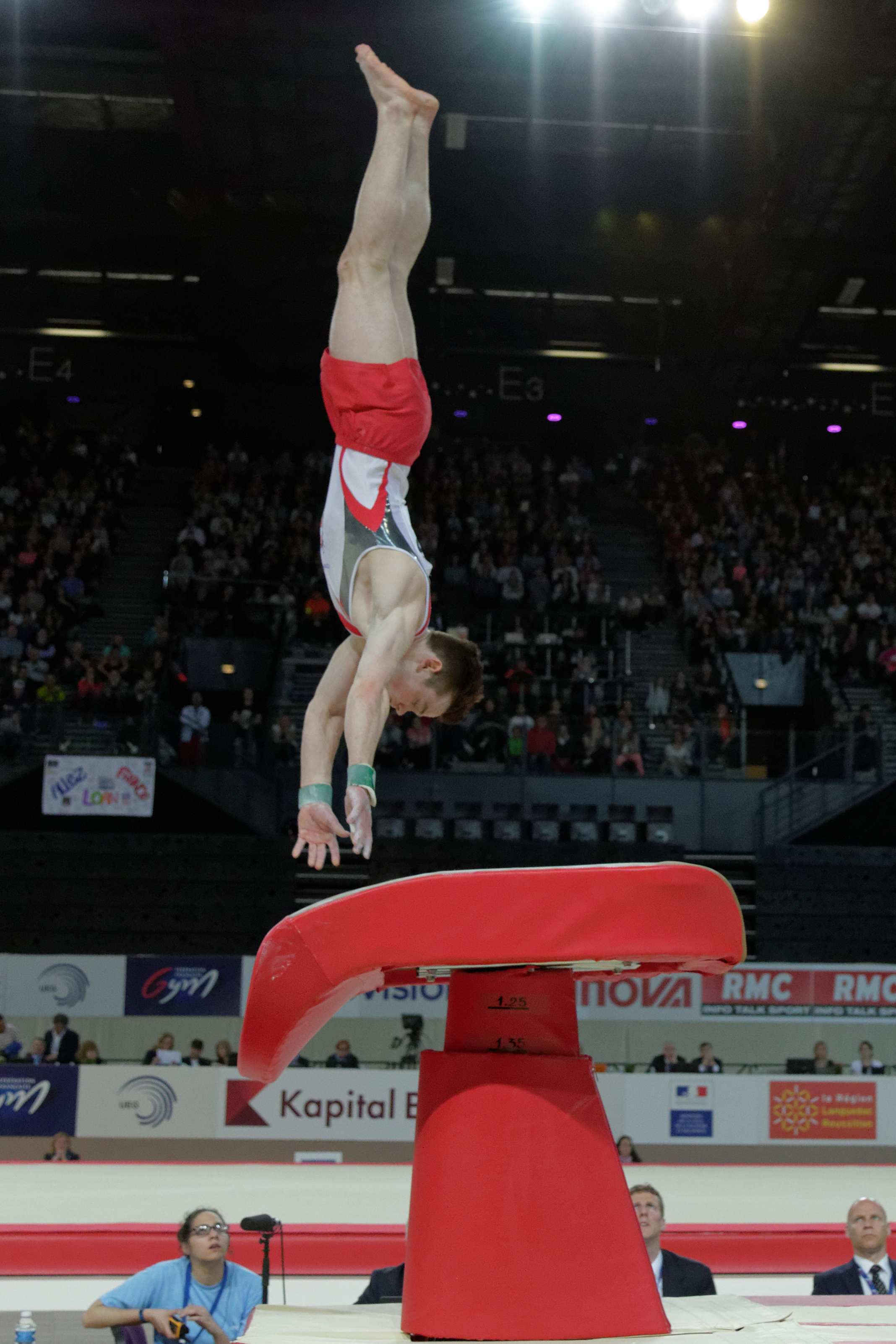
Gischard im Sprung Final der EM 2015

## Karriere
Gischard nahm an den Turn-Weltmeisterschaften 2014 in Nanning teil. Im Mannschaftsmehrkampf belegte er mit dem Schweizer Team den siebten Platz, dabei trat er am Boden, an den Ringen und beim Sprung an.
Bei den Turn-Europameisterschaften 2015 erreichte er den sechsten Platz beim Final im Sprung. Im folgenden Jahr erreichte er bei den Europameisterschaften erneut den Final im Sprung, während er mit der Schweizer Mannschaft die Bronzemedaille gewann.
Gischard startete bei den Olympischen Sommerspielen 2016 in Rio de Janeiro in drei Wettbewerben. Im Mannschaftsmehrkampf, bei dem Gischard im Bodenturnen und beim Sprung antrat, verpasste die Schweiz mit dem neunten Platz knapp den Final. In den Einzelwettbewerben im Bodenturnen und beim Sprung erreichte er jeweils Platz 12.
Im Jahr 2018 wurde Gischard mit dem ersten Platz im Sprung zum ersten Mal Schweizer Meister. Bei seiner zweiten Teilnahme an Weltmeisterschaften erreichte er mit der Schweizer Mannschaft den sechsten Platz.
Bei den Turn-Europameisterschaften 2021 gewann Gischard hinter Nikita Nagorny die Silbermedaille im Bodenturnen. Bei den Olympischen Spielen in Tokio erreichte das Schweizer Team, zu dem neben Gischard Pablo Brägger, Eddy Yusof und Christian Baumann gehörten, den 6. Rang im Mannschaftsmehrkampf. Gischard qualifizierte sich ebenfalls für den Final im Einzelmehrkampf, dort erreichte er Platz 13. 
Gischard beendete seine Karriere als Turner im Juni 2025.